# Người Ossetia
Người Ossetia hoặc người Osset (tiếng Ossetia: ир, ирæттæ; ir, irættæ; và дигорӕ, дигорӕнттӕ, digoræ, digorænttæ) là một dân tộc bản địa thuộc Nhóm sắc tộc Iran, cư trú chủ yếu tại vùng được gọi là Ossetia ở dãy núi Kavkaz.
Người Ossetia nói tiếng Ossetia, ngôn ngữ thuộc Nhóm ngôn ngữ Đông Iran (tiếng Scythia) của ngữ hệ Ấn-Âu. Ngôn ngữ Ossetia không liên quan chặt chẽ và cũng không dễ hiểu lẫn nhau với bất kỳ ngôn ngữ nào khác trong họ ngôn ngữ ngày nay. Tiếng Ossetia là một phần còn lại của nhóm phương ngữ Scyth-Sarmati từng được sử dụng trên Thảo nguyên Ponti-Caspi, và là một trong số ít ngôn ngữ Iran ở Châu Âu. Hầu hết người Ossetia thông thạo tiếng Nga như là ngôn ngữ thứ hai.
Người Ossetia chủ yếu sinh sống tại Ossetia, nơi bị chia cắt về mặt chính trị giữa Bắc Ossetia-Alania ở Nga, và Nam Ossetia, một quốc gia tự độc lập trên thực tế và được công nhận một phần. Họ hợp tác chặt chẽ với Nga chống lại tuyên bố chủ quyền của Gruzia.
Họ hàng gần nhất của người Ossetia là người Jász, sống ở vùng Jászság thuộc phía tây bắc của Quận Jász-Nagykun-Szolnok ở Hungary.
Người Ossetia chủ yếu theo Cơ đốc giáo Chính thống phương Đông , và một lượng khá lớn theo Assiani giáo (tiếng Nga: Ассианство, Assianstvo; còn gọi là Uatsdin) hoặc Hồi giáo.